# تپه ته زمین چاله گاو کشته
تپه ته زمین چاله گاو کشته مربوط به دوره اشکانیان است و در شهرستان دورود، بخش مرکزی، دهستان حشمت آباد، ۶ کیلومتری شمال شرقی روستای گاو کشته واقع شده و این اثر در تاریخ ۲۳ بهمن ۱۳۸۵ با شمارهٔ ثبت ۱۷۱۵۰ به‌عنوان یکی از آثار ملی ایران به ثبت رسیده است.